# Praia do Vidigal
Praia do Vidigal är en strand i Brasilien.   Den ligger i delstaten Rio de Janeiro, i den sydöstra delen av landet, 900 km sydost om huvudstaden Brasília.